# Коржова (Дубесарський район)
Коржова (рум. Corjova) — село в Дубесарському районі Молдови на лівому березі річки Дністер. На село претендує невизнана Придністровська Молдавська Республіка, що вважає його мікрорайоном міста Дубоссари.

## Історія
Під час існування СРСР, Коржова вважалось передмістям Дубоссар, але після Придністровського конфлікту, коли частина мешканців підтримала Молдову, воно відокремилося і обрало власного голову. В 1992 році село було місцем кривавих боїв. Після війни було розділено на дві частини: одна контролюється керівництвом Молдови, інша — керівництвом сепаратистів ПМР.
13 травня 2007 року керівництво Придністров'я арештувало Валерія Міцула — голову Коржови, що підтримував молдовське керівництво, та Юрія Коцофана — місцевого члена ради Дубоссарського району.
3 червня 2007 року Юрій Коцофан знову був заарештований і придністровська міліція не дозволила місцевим жителям брати участь в молдовських виборах. Валентин Бесляг, кандидат на посаду сільського голови, також був заарештований 2 червня.
Коржово, через свій невизначений статус, є місцем частих зіткнень молдовської поліції та придністровської міліції.

## Населення
Згідно з даними Перепису населення Молдови 2004 року, село нараховувало 3231 жителів, з яких 2055 проживають безпосередньо в селі Коржова, а 1176 в с. Магала. 2694 з них (1732 в Коржові і 962 в Магалі) є молдованами, 528 (318 в Коржові і 210 в Магалі) — етнічні меншини, національність 9 жителів не вказана.

## Відомі люди
- Воронін Володимир Миколайович — Президент Молдови (2001—2009).
- Ісідор Сирбу — румунський антикомуніст.
- Мошняга Тимофій Васильович — Народний лікар СРСР, народний депутат СРСР (1989—1991), міністр охорони здоров'я Республіки Молдова (1994—1997).